# Niueanische Rugby-Union-Nationalmannschaft
Die niueanische Rugby-Union-Nationalmannschaft repräsentiert den im Südpazifik gelegenen Inselstaat Niue in der Rugby Union. Das Team ist vom International Rugby Board (IRB) als Nationalmannschaft der dritten Kategorie eingestuft.

## Geschichte
Niue bestritt sein erstes internationales Spiel am 11. September 1983. Nach der desaströsen 4:124-Niederlage gegen die Auswahl Fidschis dauerte es bis 2001, ehe wieder eine Nationalmannschaft Niues auf internationalem Parkett antrat. Der erste Sieg gelang am 29. Juni 2002 mit 52:5 gegen Vanuatu.
Die Mannschaft bildet in Ozeanien hinter den Teams aus Fidschi, Samoa und Tonga, die der erweiterten Weltspitze angehören, zusammen mit den Cookinseln und Papua-Neuguinea die zweite Garde.
International war das Team bereits für Überraschungen gut. Besonderes Aufsehen erregten zwei Siege gegen das viel höher eingeschätzte Japan Anfang 2003.
Im August 2008 konnte das Team aus Niue den Oceania Cup nach Siegen über die Cookinseln in der Vorrunde und Neukaledonien im Finale gewinnen. Die drei Spitzenteams aus Fidschi, Samoa und Tonga nehmen an diesem Wettbewerb allerdings nicht teil.
In den Qualifikationen zur Rugby-Union-Weltmeisterschaft 2003, 2007 und 2011 scheiterte man jeweils in der ersten Runde an den Cookinseln. Zuletzt gab es am 27. Juni 2009 eine 7:29-Niederlage.
Für das Qualifikationsturnier zur Rugby-Union-Weltmeisterschaft 2015, das im Rahmen des Oceania Cups im Juli 2013 in Papua-Neuguinea stattfand, hatte das Team jedoch überraschend nicht gemeldet.

## Teilnahmen an Weltmeisterschaften
- 1987 nicht teilgenommen
- 1991 nicht teilgenommen
- 1995 nicht teilgenommen
- 1999 nicht teilgenommen
- 2003 1. Qualifikationsrunde
- 2007 1. Qualifikationsrunde
- 2011 1. Qualifikationsrunde
- 2015 nicht teilgenommen